# Fredrik Lindgren (ishockeyspelare)
Fredrik Lindgren, född 3 oktober 1980 i Arvidsjaur, är en svensk före detta ishockeyspelare som länge spelade i Skellefteå AIK, där han var känd för sin starka skridskoåkning och sitt stabila boxplay-spel. I slutet av september 2019 gick Lindgren ut med att hans ishockeykarriär hade tagit slut och att han istället kommer jobba som säljare på New Wave i Skellefteå.
Fredrik har spelat i Skellefteå AIK under nästan hela sin karriär, utom tre avstickare, säsongen 2001/02 spelade han för Mörrums GoIS IK, säsongen 2009/10 spelade han för Färjestad BK och en sejour i Leksand IF 2017-18 innan han gick tillbaka till Skellefteå AIK i slutet av samma säsong.
Fredrik har en bror, Mikael Lindgren, som också spelat i Skellefteå AIK.
Hans moderklubb är IFK Arvidsjaur.

## Klubbar
- IFK Arvidsjaur, Division 2 (1997/1998 - 1998/1999)
- Skellefteå AIK J20, SuperElit (1999/2000)
- Skellefteå AIK, Allsvenskan (1990/2000 - 2000/2001)
- Mörrums GoIS IK, Allsvenskan (2001/2002)
- Skellefteå AIK, Allsvenskan / SHL (2002/2003 - 2008/2009)
- Färjestad BK, SHL, (2009/2010)
- Leksands IF, Allsvenskan (2017/2018)
- Skellefteå AIK, SHL (2010/2011 - 2018/2019)